# Olof Bondeson
Olof Bondeson, född 23 september 1843 i Torsås församling, Kalmar län, död 13 augusti 1892 i Gullabo församling, Kalmar län, var en svensk hemmansägare och riksdagsman.
Bondeson var hemmansägare i Blomstermåla i Gullabo socken. Han var ledamot av riksdagens andra kammare.